# 岡本りん
岡本 りん（おかもと りん、1993年1月5日 - ）は、日本のタレント。埼玉県出身。吉本興業大阪所属。血液型A型。

## 人物
- よしもと発めっちゃオモロいアイドルユニットつぼみ大革命のメンバーで担当はイラスト
- 2019年5月15日 岡本蓮から岡本りんに改名

## エピソード
- ニックネームは元々「りんちゃん」だったが、その雑魚キャラ気質が認知されていくにつれ、岡本と苗字を呼び捨てにされることも多くなっていった。しかし2017年頃には「ソイヤこと岡本蓮です」と自己紹介し始めたので現在では「ソイヤ」が正式なニックネームである。尚、岡本自身が相方である糸原のことを「イトス」と名づけた。
- つぼみでは先輩にあたるNSC同期の恵梨華と同じく、お調子者で賑やかな性格であるものの、自分に自信がないタイプであり、本番前などは物凄く緊張する(恵梨華も同様)。2015年4月26日のレコ発ライブの本番前にメンバーのしよりの背中にしがみ付く写真がしよりブログに載っている。[1]
- 自らの事を「パリピ」「破天荒」と自称する時もあるが、その際は「陰キャ」「真面目」と訂正されることが多い。
- シェアハウスのメンバーには「居るか居ないかわからない」と言われるほど、家では静かに過ごしている。
- 2015年4月26日ABCホールにて行われた、TSUBO-MIXの全体コントにてAD役を演じる[2]
- 口癖は「イエーイ」「乙」「ウィーッス」「ぁつかれ～」などを多用している。
- 岡本式自己紹介ラップがあり、度々披露している。[3]

```
（1番）ビビリん パシリん ちんちくりん　今日も飛ばすぜ岡本蓮

（2番）逆鱗 降臨 窓ガラスパリンパリン　今日も怒るぜ岡本蓮

（3番）二輪 風鈴 チリンチリン　今日も鳴らすぜ岡本蓮
```

- 過去に漫才コンビを2度組んでおり、コンビ名は「アブノーマル」「ゴースト」であった。
- クラッシュ・バンディクー好きであり、フィギュアも未コンプリートながらも箱から出さずにコレクションしている。
ブログタイトルの【ばくそうオールナイト】はクラッシュ・バンディクー2の隠しステージ名から拝借している。特技の羊毛フェルトも現在は発売していないフィギュアの代わりにと思い、始めたのがキッカケである。[4]
- 先輩メンバーの白城ちことユニバーサル・スタジオ・ジャパンに行った際、ハリウッド・ドリーム・ザ・ライドのあまりの恐怖に乗り込む前から絶叫し悲鳴をあげるため、周囲の客に笑われつづけ、白城に恥ずかしい思いをさせた。[5][6]
- バイト経験もあるリンガーハットの餃子が、世界で一番うまい餃子と思っている。
- つんく♂プロデュース曲「逆襲のYEAH!!」のオーディション（といってもメンバー全員の個性を確認するためのもの）では「リアルな鹿のモノマネ（鳴き声）」を披露した。

## 略歴
- 2016年10月30日 京橋Arcにて行われた「GRASS VASE BUBBLE #1 ハロウィンパーティー」にふわふわパンチとして初めてのアイドルライブに出演。趣味の楽器演奏を活かしアコースティックギターを披露。
- 2020年、2021年の自身の生誕祭LIVEでは大ファンである「フジファブリック」にちなみ、「ソイファブリック」というバンドを立ち上げ、フジファブリックとつぼみ、つぼみ大革命のカバー曲を演奏した。
- 2021年5月某日、つぼみ大革命のYouTube内の企画で「ソイヤオーディション」なるものを開催した。「ソイヤがライブを休んだ時に誰がソイヤの代わりをするか」という趣旨で、他のメンバーがソイヤする内容であった。ファンはもちろん、吉本のえらい人にも好評だったとの事。
- 2021年6月21日、FANY Crowdfundingで、つぼみ大革命のファン（通称:ツボヲタ）を集めて「ツボヲタ大喜利大会」を開催した。
- 2021年7月21日、有楽町シアターで行われた「ツボミーティング」にて、第2回ソイヤオーディションを開催。
- 2022年1月10日、大阪MUSEにて行われた自身の生誕ライブにて、人生で初めて髪を染めたという青髪を披露した。
- 2023年1月15日、有楽町シアターで行われた「ツボミーティング」にて、自身が作成したコント「グループ面接」を披露しファンからもなかなかの好評を得た。
- 2024年10月7日、ヴァイキングライズ ストリーマー対抗戦vol.6(9月6日〜10月7日)にて、大勢のソイヤー(ファンの名称)を率いて２位と大幅な差をつけ優勝し、賞金30万円を獲得した。尚、賞金の使い道は完全に自分のために使うとのこと。
- 2024年11月16日～23日に開催された、関西演劇祭2024に出演した。演目名は「DIVERSION」、観客の投票で決定する「観客賞」を受賞した。
- 2025年8月8日に開催された、でか美祭2025〜8月8日はでか美ちゃんINFINITY∞〜のコーナー「あの歌声をもう一度！アイドルOG歌合戦」に出場し、つぼみ大革命の楽曲「TE・U・RI」をソロで歌った。見事MVPに選ばれ、優勝トロフィーと来年の出場権を獲得した。

## 出演

### インターネット動画
現在
- つぼみ大革命の革命ナイト（ニコニコ動画）
- ソイヤのソイチューブ（YouTube）

過去
- つぼみのもっと前進！（ニコニコ動画）

### テレビ
過去
- 2時コレ!知っとぉ!?（サンテレビ) 2015年5月22日つぼみメンバーとして生出演
- ボートのつぼみ（サンテレビ)
- どきワク関西 （J:COMチャンネル）火曜日のみ
- つぼみ公演（kawaiianTV） 過去に行われた舞台の録画放送
- 川島・山内のマンガ沼（読売テレビ）

### ラジオ
現在
- つぼみのじゃんぐる♥レディOh！（YES-fm）火曜日のみ（レギュラー出演）

過去
- つぼみ大革命のOSAKA DNA（FM大阪）

## オリジナルソング
| Soul InFight Brothers  | Soul InFight Brothers | Soul InFight Brothers | Soul InFight Brothers | Soul InFight Brothers | Soul InFight Brothers |
| 曲名                   | 作詞                  | 作曲                  | 初披露                | 配信日                | 名義                  |
| ---------------------- | --------------------- | --------------------- | --------------------- | --------------------- | --------------------- |
| ネガティブシンキング   | 岡本りん              | 岡本りん              | 2022/1/10             | 2023/7/26             | Soul InFight Brothers |
| 家にいタイム           | 岡本りん              | イクロー              | 2022/7/10             | 2023/7/26             | Soul InFight Brothers |
| ソイチューブのテーマ   | 岡本りん              | 藤村佑樹              | 2022/7/10             | 2023/5/10             | Soul InFight Brothers |
| モブドラゴン           | 岡本りん              | 藤村佑樹              | ?                     | 2023/5/10             | Soul InFight Brothers |
| ドゥンツクミュージック | 岡本りん              | 藤村佑樹              | ?                     | 2024/4/17             | Soul InFight Brothers |
| ふじさん               | 岡本りん              | 藤村佑樹              | ?                     | 2024/4/17             | Soul InFight Brothers |
| リミッター解除         | 岡本りん              | 宮永治郎              | ?                     | 2024/7/31             | Soul InFight Brothers |
| 苧環～Columbine～      | 岡本りん              | 宮永治郎              | ?                     | 2024/7/31             | Soul InFight Brothers |
| 夜更かしパレード       | 岡本りん              | 藤村佑樹              | ?                     | 2024/7/31             | Soul InFight Brothers |
| I Wanna Be the Fighter | 岡本りん              | 藤村佑樹              | 2024/9/16             | -                     | Soul InFight Brothers |

## 作品一覧
| 作品名                       | 作品名                       | 出版社 | 出版年月日     | 備考             |
| ---------------------------- | ---------------------------- | ------ | -------------- | ---------------- |
| アイドルあるある推しごと図鑑 | アイドルあるある推しごと図鑑 | 宝島社 | 2021年10月22日 | イラストを担当。 |